# Вандові
Ва́ндові (Vandeae) — триба підродини Epidendroideae, родини орхідних. Включає близько 140 родів і понад 1700 видів.

## Історія опису
Спочатку в межах родини Дж. Ліндлі , ґрунтуючись на характері розташування пиляка і приймочки, виділив вісім триб: Neottieae, Arethuseae, Gastrodieae, Ophrydeae, Vandeae, Epidendreae, Malaxideae і Cypripedieae.
Згодом були прийняті інші системи класифікації орхідних і за системою Роберта Л. Дресслера вандові є однією з 16 триб підродини Epidendroideae.

## Біологічний опис
Триба об'єднує найбільш високо спеціалізовані, еволюційно просунуті роди орхідей. Для представників триби характерний моноподіальний тип наростання пагона з послідовною його олігомеризації; поступова редукція числа дуже щільних по консистенції поллиній від 4 до 2 (шляхом їх часткової втрати або злиття); ускладнення будови квітки, особливо губи і шпорця.
У деяких еволюційних лавах простежується мініатюризація рослин з повною редукцією листя і передачею асиміляційну функцію сплощеним зеленим коріння. В інших випадках листя товщають, стають м'ясистими або навіть циліндричними.
Дуже характерно значне ускладнення форми та будови тегул і прилипалець поллінарія. Потовщення стебла у вигляді псевдобульб, як у більшості інших еволюційних ліній орхідних, тут ніколи не відбувається.
Хромосоми: 2n = 38-42, 46

## Поширення та Екологічні особливості
Тропічна Азія, острови Тихого океану, Австралія і Африка.
Епіфіти, рідше літофіти і наземні рослини.

## Систематика
Триба вандових ділиться на три підтриби. Найбільша — підтриба Aeridinae — має у своєму складі рослини азійського та австралійського походження, тоді як дві інші підтриби представлені африканськими видами.
За системою Роберта Л. Дресслера  триба Вандові підрозділяється на три підтриби:
- ПідтрибаAeridinae — приблизно 103 родів, 1000 видів
  - АльянсPhalaenopsis
    - Роди: Aerides, Chiloschista, Doritis, Phalaenopsis, Paraphalaenopsis, Rhynchostylis, Sarcochilus

  - Альянс Vanda
    - Роди: Adenoncos, Arachnis, Ascocentrum, Ascoglossum, Euanthe , Luisia , Renanthera, Vanda, Vandopsis

  - Альянс Trichoglottis
    - Роди: Abdominea, Acampe, Amesiella,Cleisostoma, Gastrochilus, Neofinetia,Robiquetia, Trichoglottis

  - Гібриди
    - Genera: Aeridovanda, Aranda, Ascocenda, Ascofinetia, Asconopsis, Christieara, Doritaenopsis, Opsistylis, Perreiraara, Renanstylis, Renantanda, Renanthopsis, Rhynchovanda, Vandaenopsis , Vascostylis
- Підтриба Angraecinae — приблизно 19 родів, 400 видів
  - Альянс Angraecum
    - Роди: Aeranthes, Angraecum, Bonniera, Calyptrochilum, Cryptopus, Jumellea,Lemurella, Lemurorchis, Neobathiea,Oeonia, Oeoniella, Sobennikoffia

  - Альянс Campylocentrum
    - Роди: Campylocentrum, Dendrophylax
- Підтриба Aerangidinae- приблизно 36 родів, 300 видів
  - Роди: Aerangis, Ancistrorhynchus, Angraecopsis, Beclardia, Bolusiella, Chamaeangis, Cribbia, Cyrtorchis, Diaphananthe, Eurychone, Listrostachys, Microcoelia , Microterangis, Mystacidium, Podangis, Rangaeris, Rhipidoglossum, Solenangis, Sphyrarhynchus, Tridactyle, Ypsilopus…

У даний час додана ще одна підтриба, яка раніше входила до складу Epidendreae:
- Підтриба Polystachyinae — 4 роди, близько 220 видів
  - Роди:Hederorkis , Imerinaea , Neobenthamia і Polystachya.

## Галерея

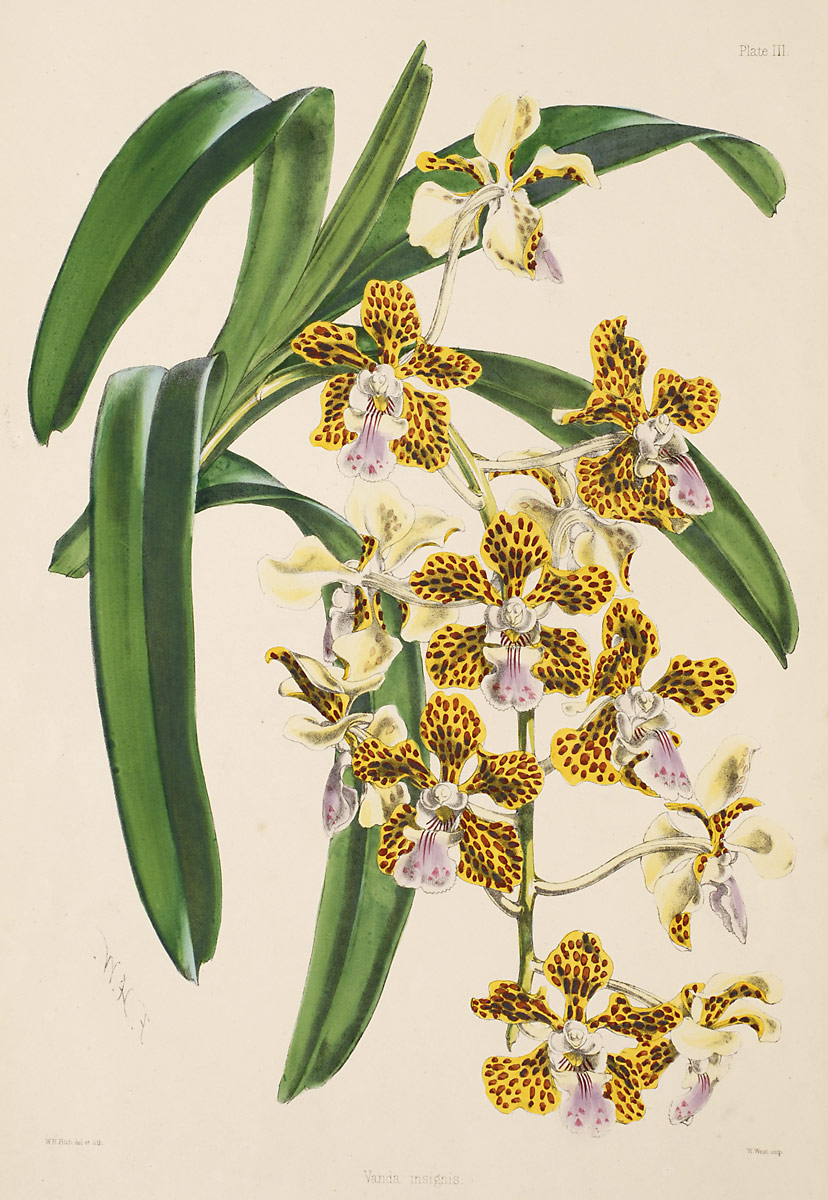
Vanda insignis
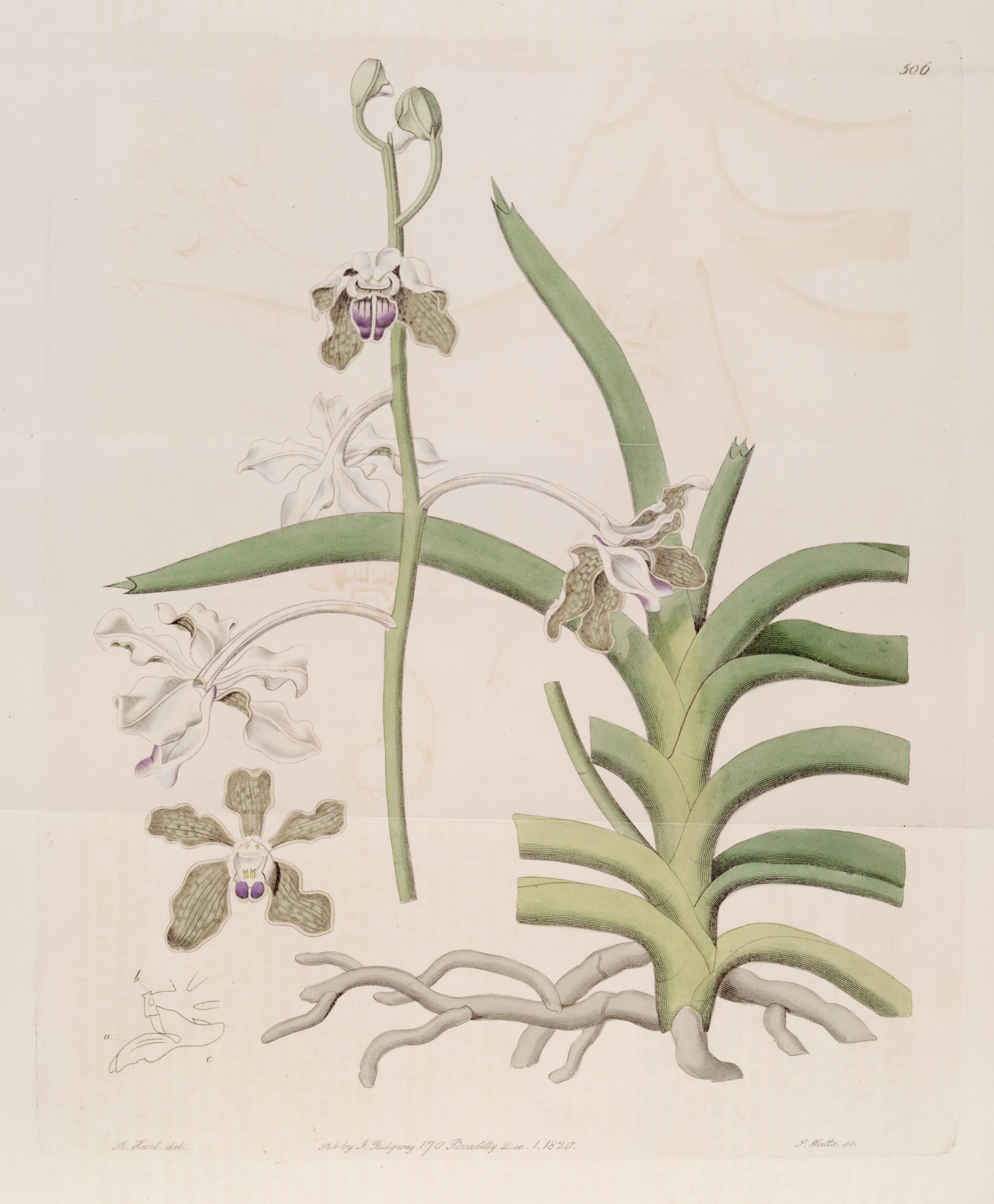
Vanda tessellata = Vanda roxburghii
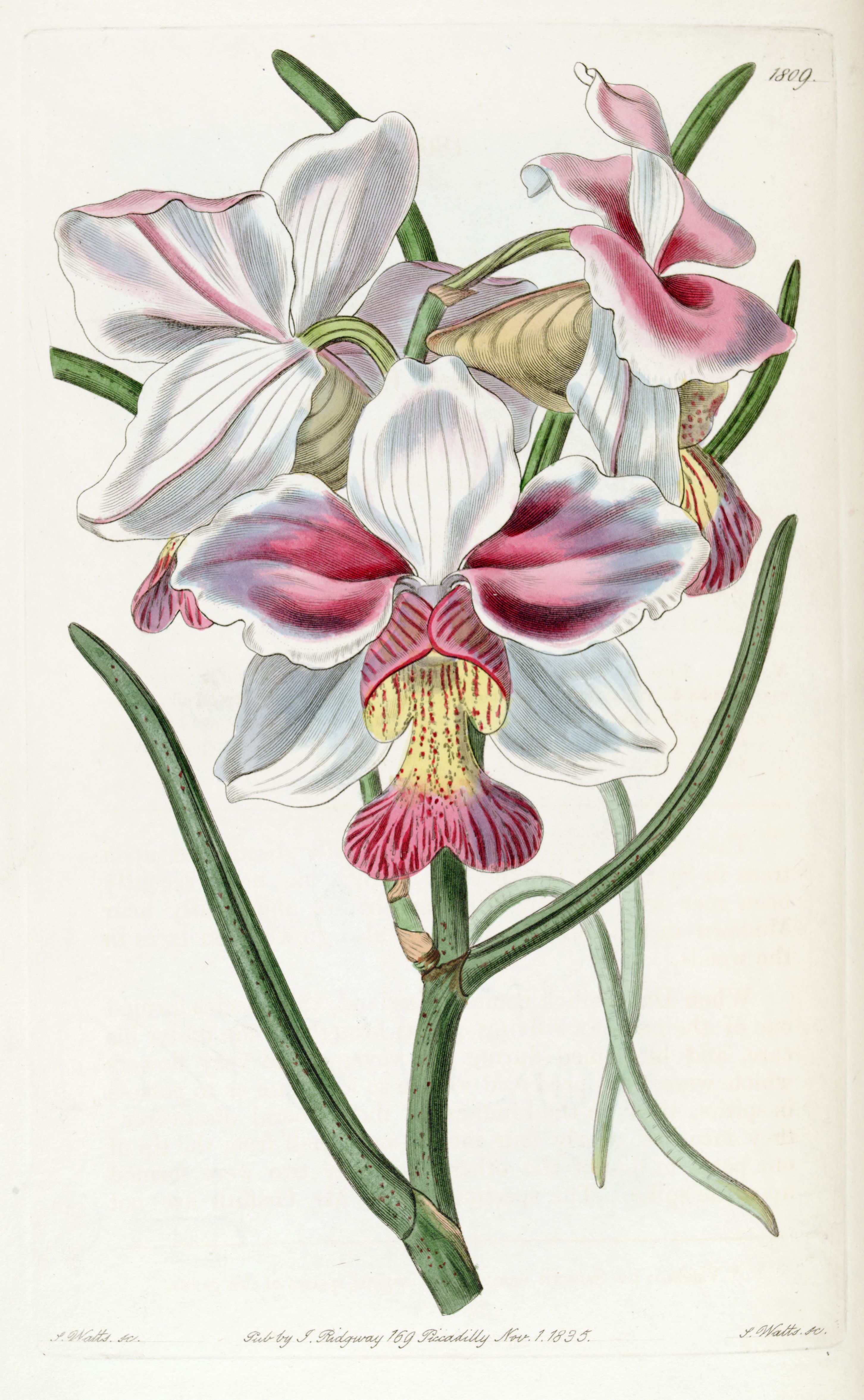
Papilionanthe teres = Vanda teres
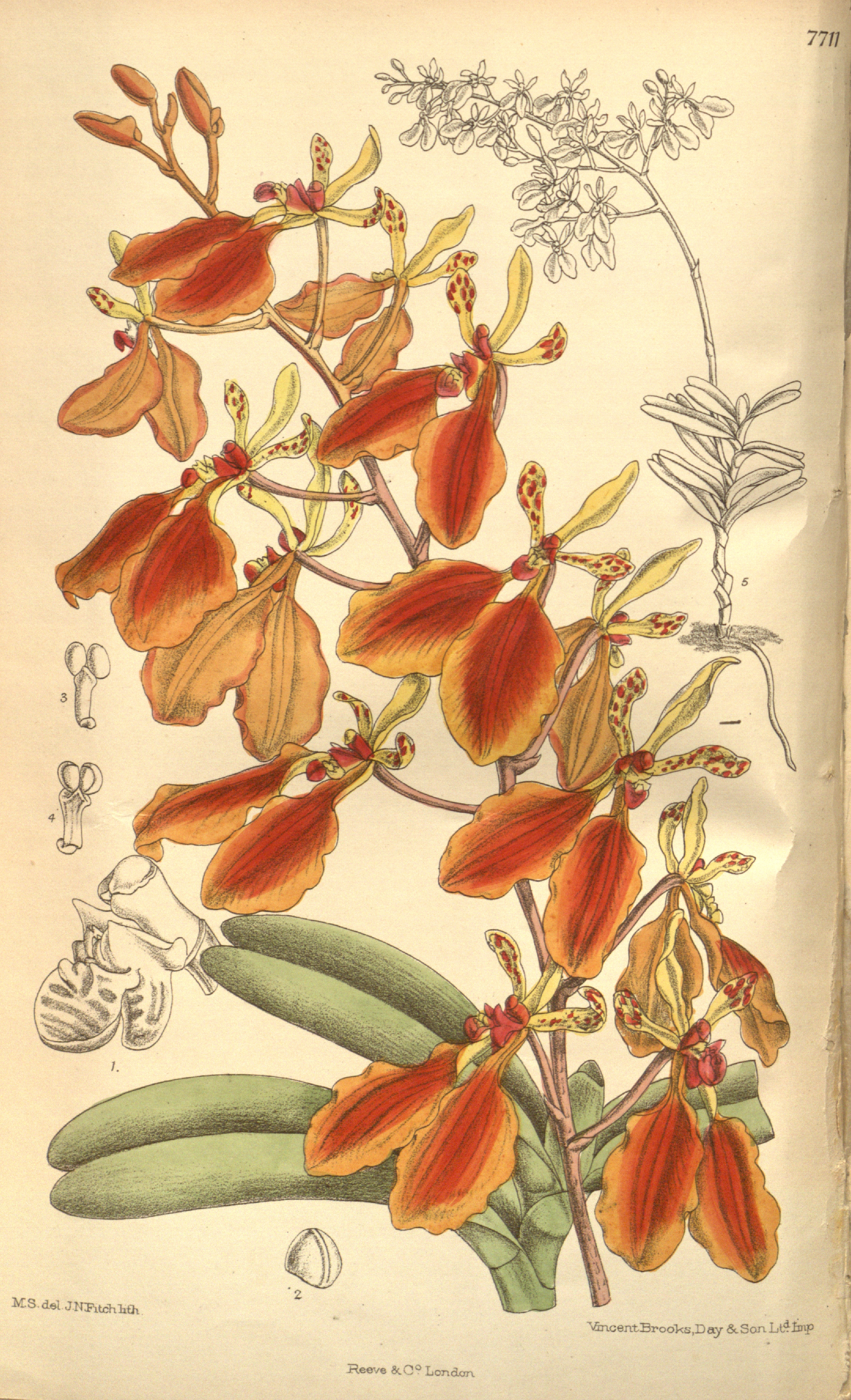
Renanthera imschootiana
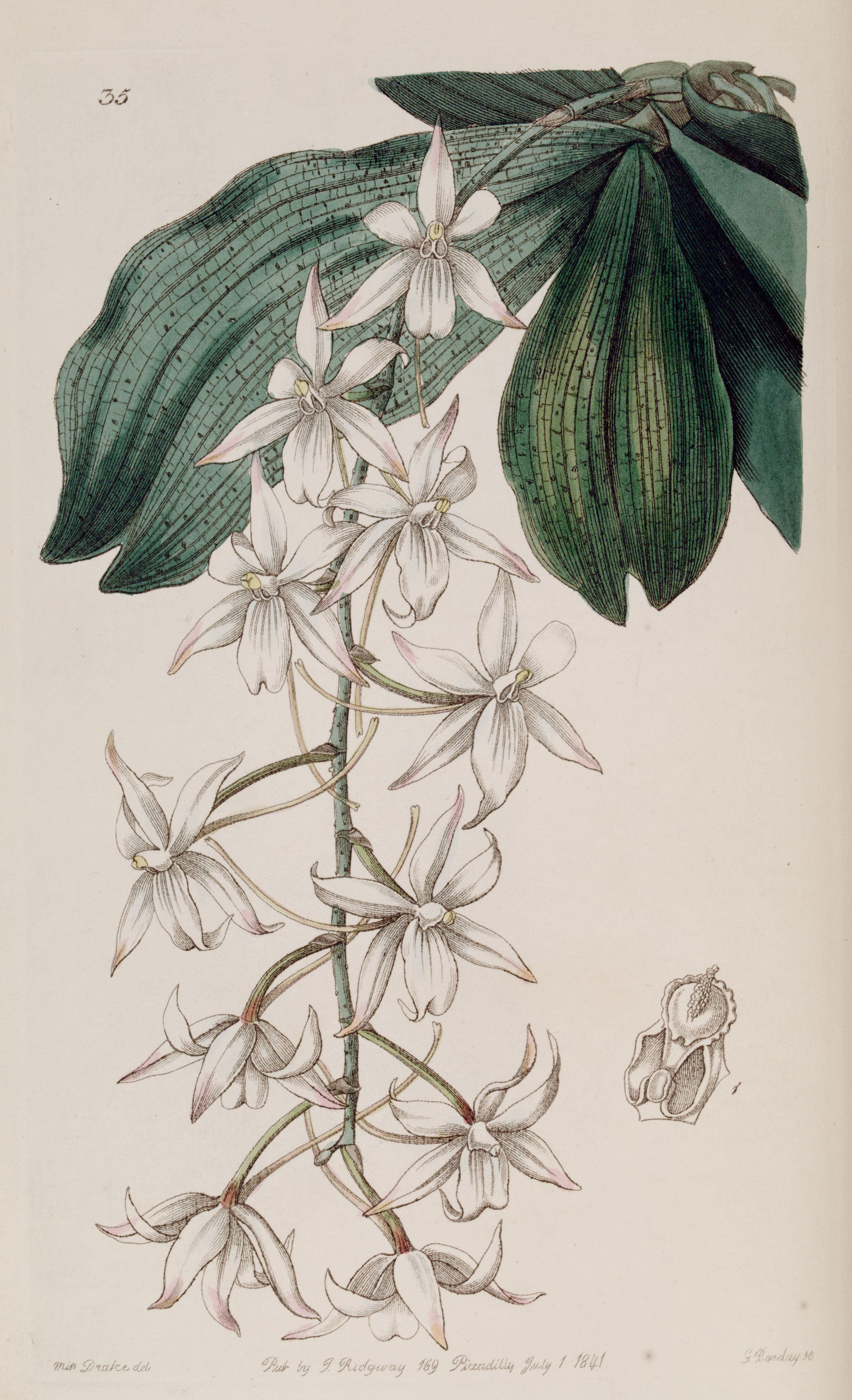
Aerangis biloba
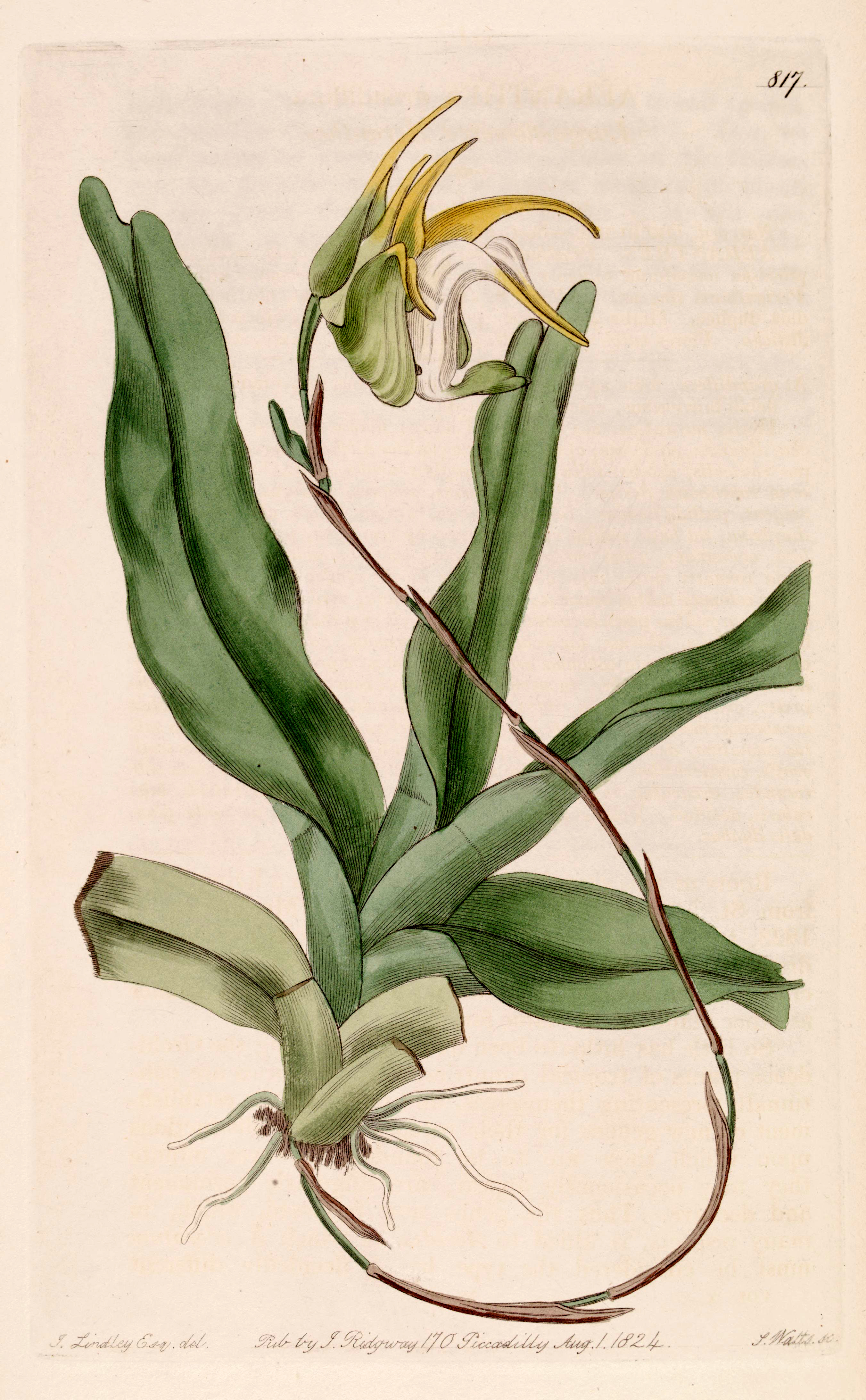
Aeranthes grandiflora
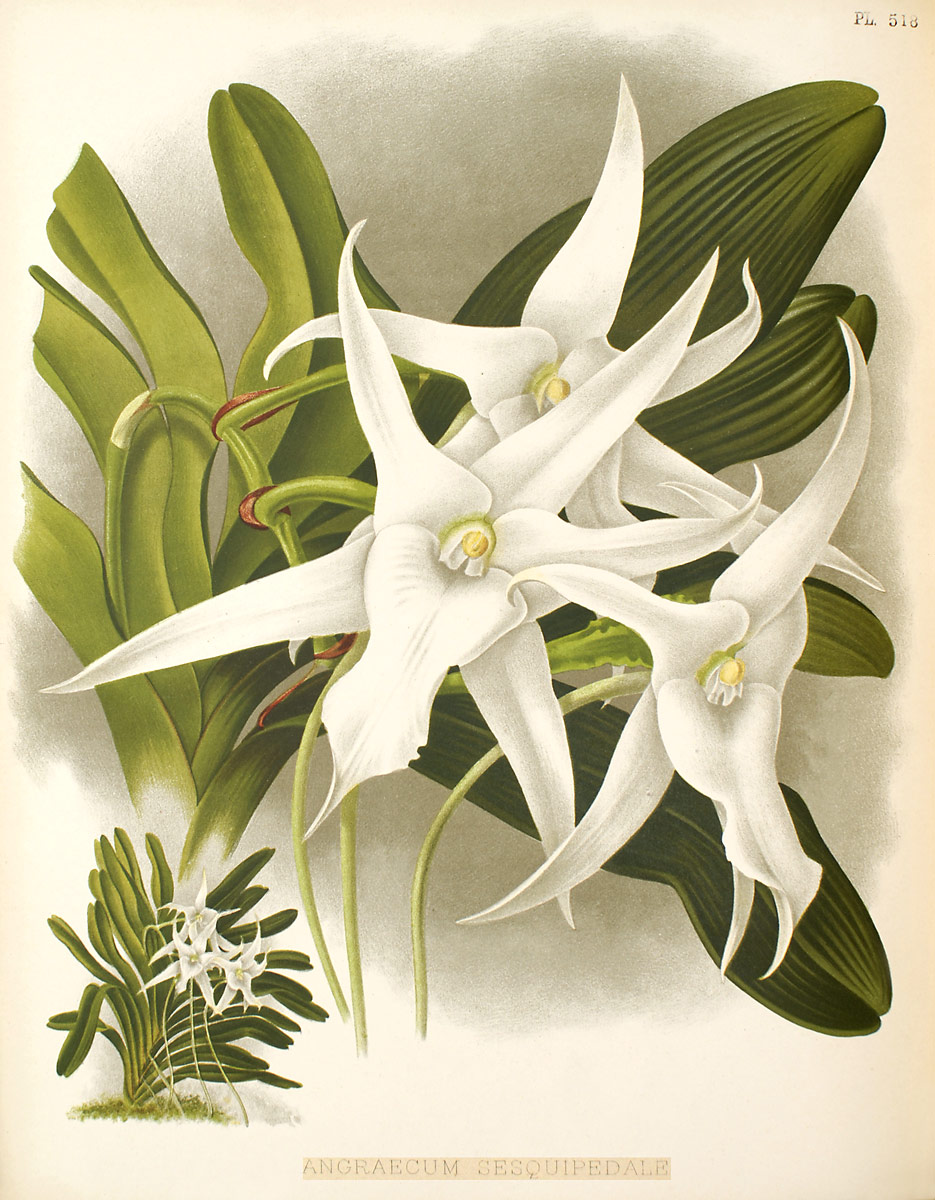
Angraecum sesquipedale
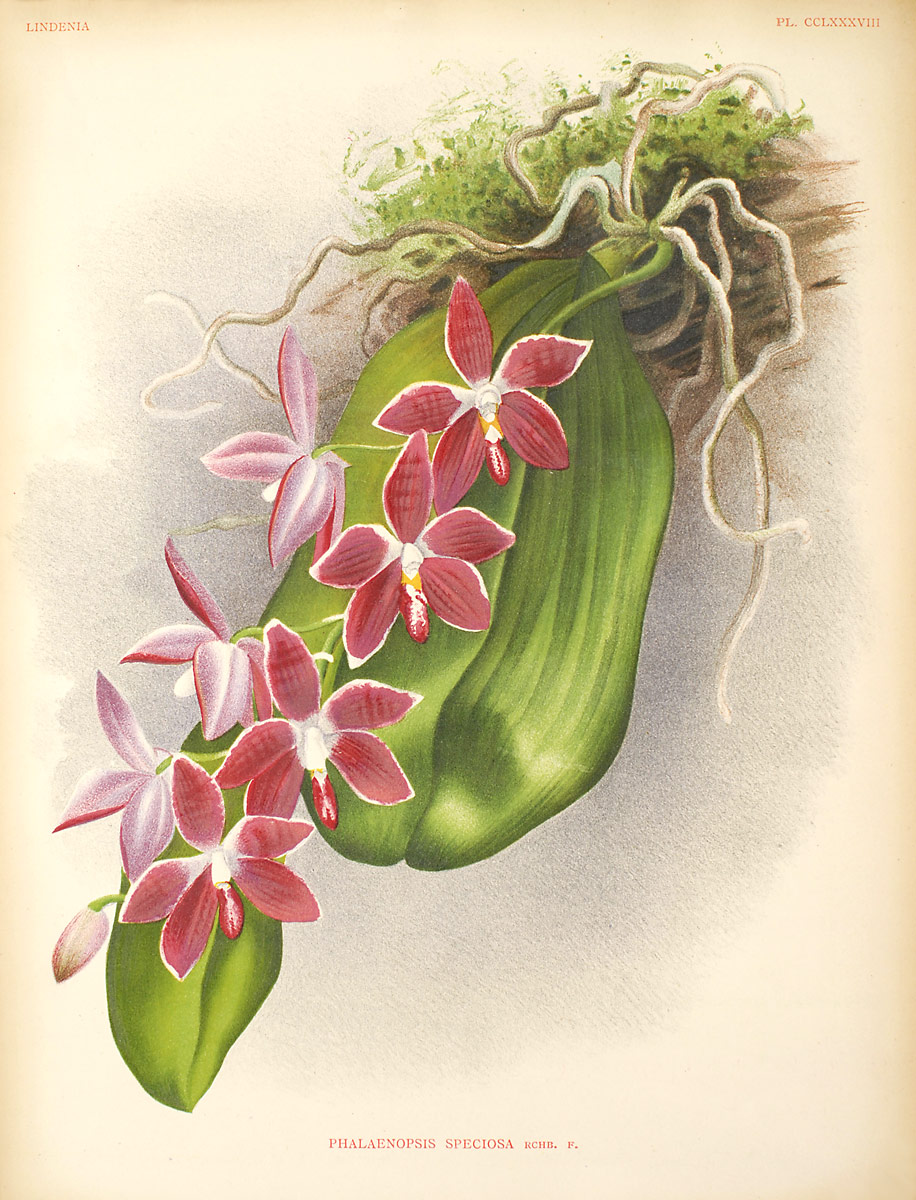
Phalaenopsis speciosa
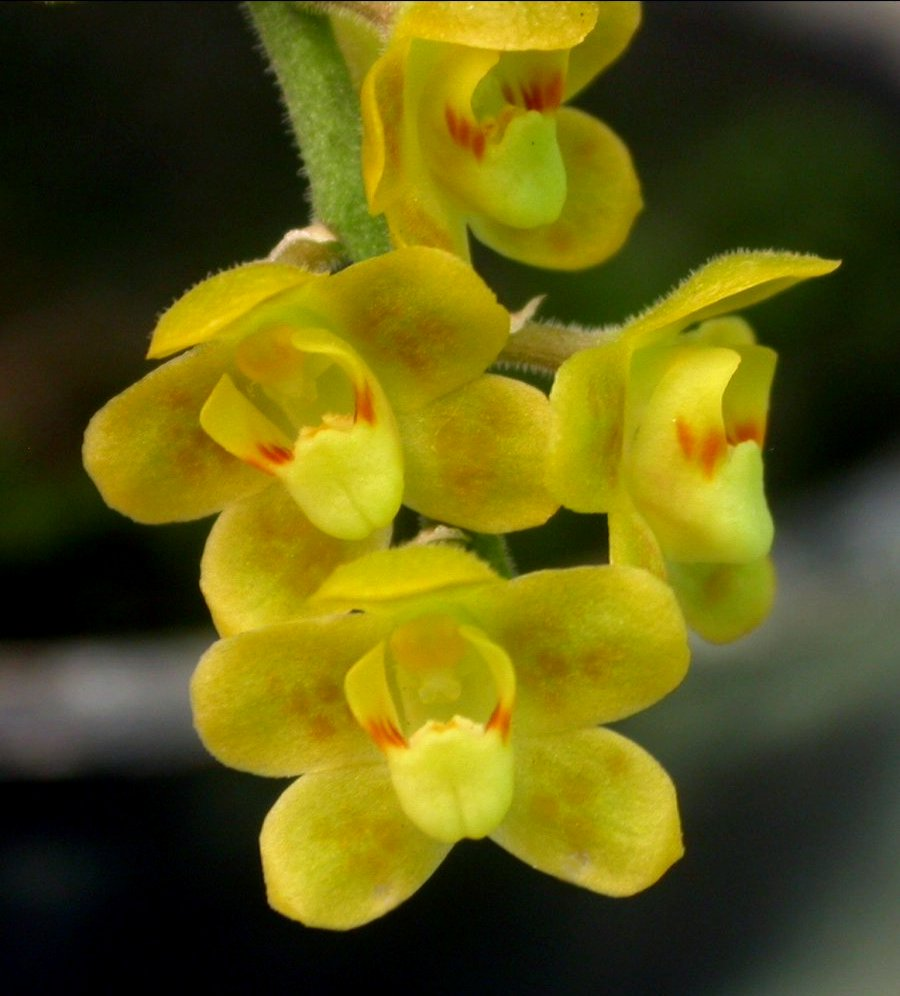
Chiloschista usneoides
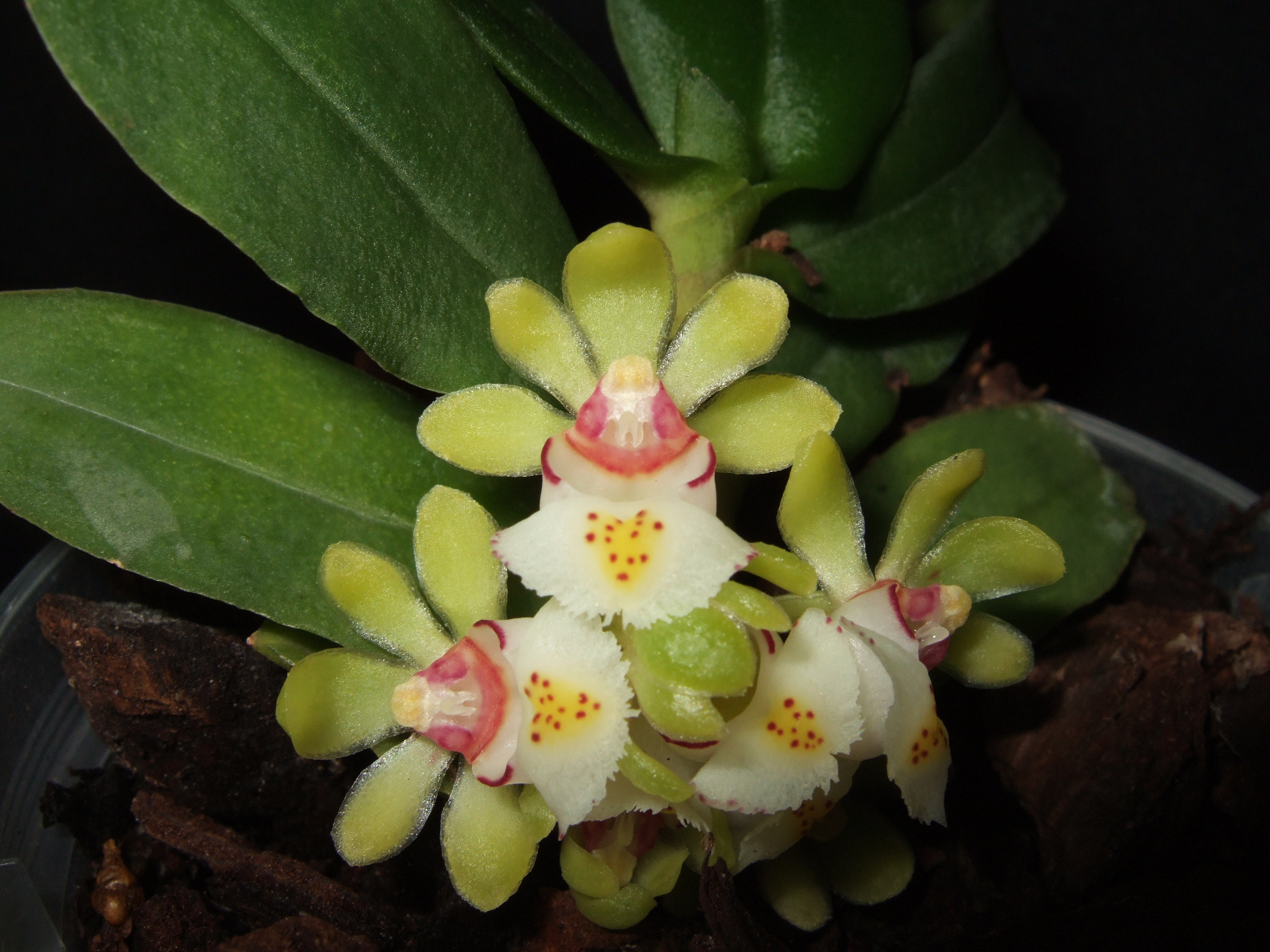
Gastrochilus japonicus
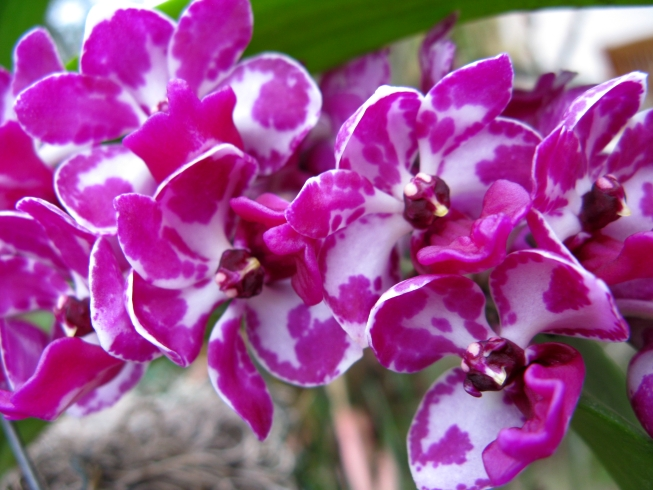
Rhynchostylis gigantea
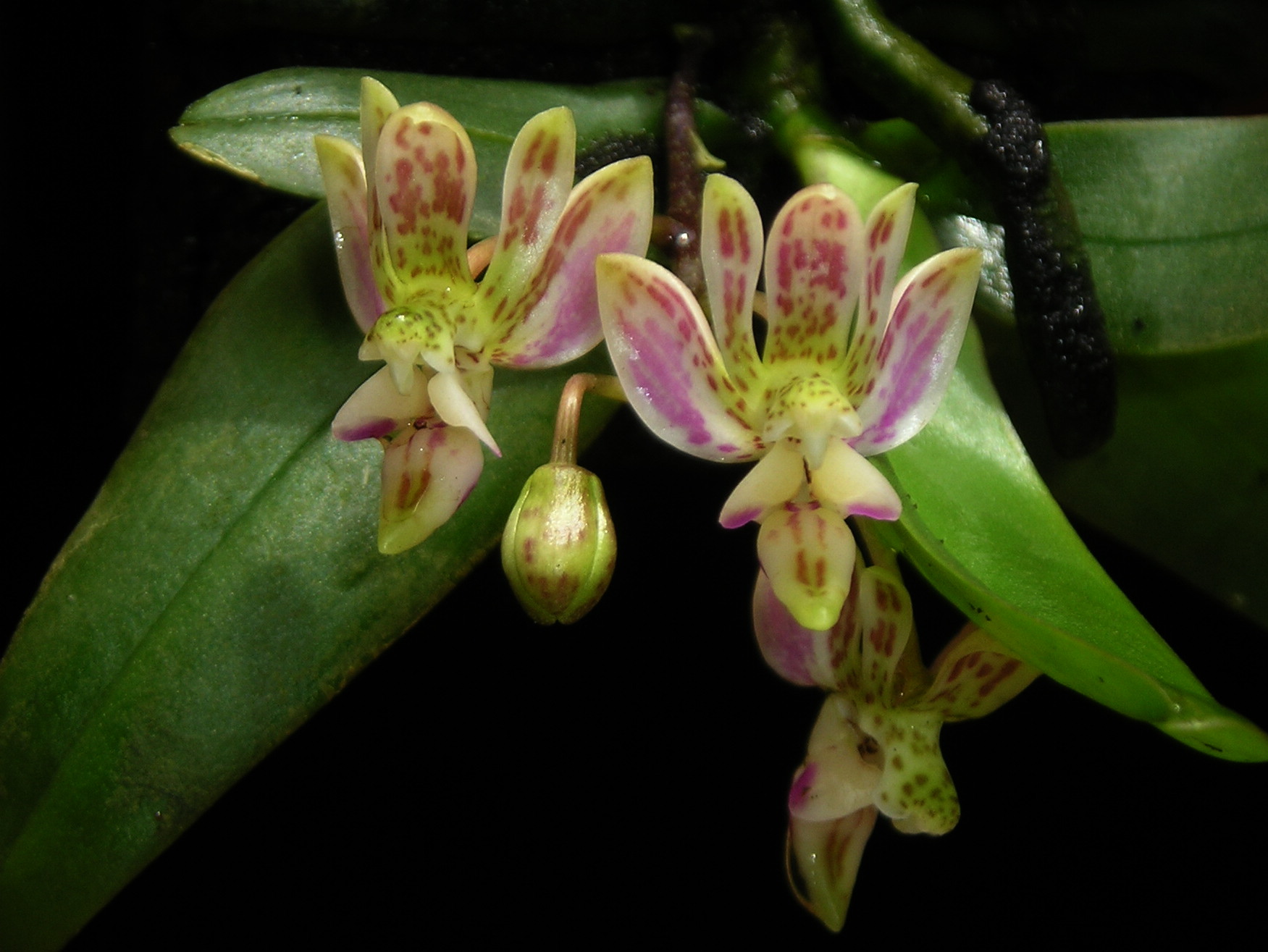
Phalaenopsis minus